# 路易斯·佩奇
路易斯·安東尼奧·佩奇（英語：Louis Antonio Page；1899年3月27日—1959年10月11日）是一位英格蘭國際足球運動員及領隊。他是湯姆·佩奇的弟弟。
他在年青時期在愛華頓及南利物浦度過，接著在1919年於史篤城開始其職業生涯，「陶工」在乙組聯賽升級後，他在1922年轉會到諾咸頓，三年後加盟甲級聯賽球隊般尼。他為「紅葡萄酒」在聯賽上陣248次攻入111球，曼聯在1932年3月以1000英鎊轉會費收購了他，七個月後加盟維爾港，在1933年夏季於英格蘭足球聯賽掛靴。
他在伊奧維及彼德斯聯開始執教，帶領球隊在1934年至1935年奪得南部聯賽西部及西部聯賽甲組冠軍。他接著轉至足球聯賽球隊新港郡及格倫杜蘭執教。在第二次世界大戰結束後，他執掌史雲頓，他在這家丙組南區聯賽球隊待上了八年，接著接管了丙組北區聯賽掙扎求存的車士打。

## 球員生涯
佩奇於愛華頓及南利物浦開始在一線隊作賽，然後在1919年至1920年於史篤城參與職業足球，他在12月3日於聖安德魯斯球場以1-2敗予伯明翰的比賽打進了第一個一線隊進球。不過，他在1920年至1921年及1921年至1922年分別只有八次及一次上陣機會，「陶工」在1921年至1922年從乙組聯賽升級。
接著他離開了維多利亞球場，加盟丙級南部聯賽球隊諾咸頓，「製鞋匠」在1922年至1923年及1923年至1924年分別位列聯賽第8名及第9名。他在達勒姆郡板球場上陣122個聯賽場次，打進了22球。
佩奇轉會至般尼，般尼在1925年至1926年賽季僅以1分及1位之差逃離了降級。他在1926年4月10日的比賽裡打進了六球，協助球隊以7-1大勝伯明翰，刷新了俱樂部的紀錄，他在1925年至1926年賽季以26個進球成為了俱樂部的頭號射手。他在1926年至1927年以15球再次成為了俱樂部的頭號射手，「紅葡萄酒」也躋身聯賽前五名的位置。在1927年至1928年賽季，球隊的成績滑落至第19位，僅以1分及2位之差免於降級。他們在1928年至1929年再次以第19位完成賽季，與降級區有7分的差距。般尼在1929年至1930年賽季降級，錄得比錫菲聯還要低的場均進球。球隊在1930年至1931年及1931年至1932年賽季在乙級聯賽分別以第8名及第19名完成賽季。他在摩亞球場的這段時間共上陣248次，打進111球。
1932年3月，佩奇以1,000英鎊轉會至乙級聯賽球隊曼聯，當時曼聯的領隊是沃爾特·克里格默（Walter Crickmer）。他在1931年至1932年上陣9次，並在1932年至1933年賽季之初上陣3次，在秘書斯考特·鄧肯（Scott Duncan）上任後，他就不獲重用，於是在1932年10月轉投其勁敵維爾港。他在1932年至1933年上陣19次，但自1933年3月開始，他便失去了首發機會，於是離開了舊遊樂場球場，轉而成為領隊。

## 國家隊生涯
佩奇在1927年七次代表英格蘭上陣，他的搭檔是效力愛華頓的迪斯·甸。他在英國本土四角錦標賽的四場比賽及三場友誼賽上陣，並在1927年5月1日對比利時裡取得進球，進球時間是第63分鐘，英格蘭在那場比賽以9-1大勝對手。

### 上陣紀錄
| 上陣場次 | 日期           | 地點       | 對手     | 入場觀眾 | 比分    | 進球 |
| -------- | -------------- | ---------- | -------- | -------- | ------- | ---- |
| 1        | 1927年2月12日  | 雷克瑟姆   | 威爾斯   | 16,100   | (D) 3–3 | 0    |
| 2        | 1927年4月2日   | 格拉斯哥   | 蘇格蘭   | 111,214  | (W) 2–1 | 0    |
| 3        | 1927年5月11日  | 布魯塞爾   | 比利時   | 35,000   | (W) 9–1 | 1    |
| 4        | 1927年5月21日  | 盧森堡     | 盧森堡   | 5,000    | (W) 5–2 | 0    |
| 5        | 1927年5月26日  | 巴黎       | 法國     | 25,000   | (W) 6–0 | 0    |
| 6        | 1927年10月22日 | 貝爾法斯特 | 北愛爾蘭 | 30,000   | (L) 0–2 | 0    |
| 7        | 11911年3月13日 | 米禾爾     | 威爾斯   | 32,089   | (W) 1–2 | 0    |

## 執教生涯

### 伊奧維及彼德斯聯
1933年夏季，佩奇在伊奧維及彼德斯聯擔任第一份執教工作，他同時註冊為該隊的球員，他在1933年至1934年賽季以23球成為球隊的頭號射手。在1934年至1935年賽季，伊奧維同時奪得南部聯賽西部及西部聯賽甲組冠軍。

### 新港郡
1935年，佩奇獲邀執教威爾斯球會新港郡，他們在1935年至1936年賽季的22支丙級南區聯賽當中以第21名完成，但他們成功在重選階段留級，他們在1936年至1937年賽季升至第19位完成，以2分及2位之差逃離降級區。在1937年至1938年進行了多場比賽的時候，他於1937年9月9日離開了俱樂部，後繼的比利·麥坎德利斯（Billy McCandless）在該賽季帶領球隊以第16名完成賽季。
他在1939年至1940年轉到格倫杜蘭擔任教練，「峽谷」在愛爾蘭聯賽以第3名完成，他接著便轉至利物浦球會查爾頓執教。

### 史雲頓
第二次世界大戰結束後，聯賽重新恢復運行，佩奇出任史雲頓領隊，他要建立一支全新的隊伍，他們在1946年至1947年賽季於丙級南區聯賽以第4名完成，被視為相當可觀的成就。「知更鳥」在下個賽季的成績滑落至第16位，距降級區僅2分之差。球隊在足總杯淘汰了般尼，在第四圈被修咸頓擊敗。在1948年至1949年，史雲頓再度以第4名完成賽季，未能奪得升級一席。
在1949年至1950年、1950年至1951年、1951年至1952年及1952年至1953年，史雲頓分別位列第14位、第17位、第16位及第18位。斯溫登郡球場的財政預算緊絀，佩奇被迫要出售麾下最優秀的球員，他在1952年至1953年賽季被解除職務，獲500英鎊賠償。

### 車士打城
佩奇在1953年成為了車士打城領隊，球隊在1953年至1954年的丙級北區聯賽墊底，這支以西蘭路球場為主場的球隊在1954年至1955年再度墊底，球隊的成績在1955年至1956年才回升至第17位。他在後來轉任莱斯特城的球探。

## 註腳
1. 1 2 3  （英文）. Claretsmuseum.com.   [2012-06-03]. （原始内容存档于2016-03-11）.
2. 1 2  （英文）. Manchester United Player Profile.   [2012-06-03]. （原始内容存档于2020-02-19）.
3. 1 2 3  （英文）. Swindon Town FC.co.uk.   [2012-06-03]. （原始内容存档于2020-11-30）.
4. 1 2  . About Man Utd.   [2012-06-04]. （原始内容存档于2011-07-19）.
5. ↑  . englandstats.com.   [2012-06-04]. （原始内容存档于2018-10-04）.
6. ↑  . englandfc.com.   [2012-06-04]. （原始内容存档于2009-02-18）.